# Franchi LF-57
A Franchi LF-57 é uma submetralhadora com câmara para 9×19mm Parabellum projetada e fabricada pelo italiano Luigi Franchi.

## Desenvolvimento
O desenvolvimento da LF-57 foi iniciado pela Franchi em 1956; ela entrou em produção em 1957. Ela compartilha muitas características de projeto com a submetralhadora Beretta M12, considerada um projeto rival da LF-57.
13.500 unidades da arma foram entregues ao Exército Italiano, bem como ao 13º Grupo de Aquisição de Alvos "Aquileia" (Gr.Ac.O.) da 3ª Brigada de Mísseis "Aquileia" de Portogruaro.
Em 1962, foi fornecida à COMSUBIN da Marinha Italiana, mas logo depois foi substituída pela Beretta PM 12. Posteriormente, a Heckler & Koch MP5 substituiu a LF-57 no Exército Italiano.
10.000 cópias da arma também foram adquiridas pelo Exército Português, que a utilizou nas guerras em Angola, Guiné-Bissau, Moçambique e República Democrática do Congo nos anos imediatamente posteriores à independência da Bélgica.
A produção desta arma continuou até 1980, com um total de 30.000 exemplares produzidos para o mercado externo, visto que não obteve sucesso nos mercados militar e policial italiano.

## Projeto
A LF-57 é construída principalmente em metal prensado. A LF-57 utiliza uma cabeça de ferrolho recuada semelhante à da Beretta M12 como método para reduzir o comprimento da arma, embora na LF57 a massa do ferrolho seja distribuída acima do cano, e não ao redor dele. Isso permite uma certa simplificação da fabricação. A maioria das peças é feita de estampagem e prensagem, e os dois lados da arma são uma só peça, unidos por uma longa costura.
A remoção de certas peças, como o cano, é simples, pois ele é fixado por uma única porca. A coronha tubular dobra-se para o lado direito da caixa de culatra e o punho de pistola é feito inteiramente de aço. As miras são fixações simples na parte superior do cano.

## Operadores
- Angola[2]
- República do Congo[3]
- República Democrática do Congo (anteriormente Zaire)[2][3]
  -  Catanga
  - Frente Nacional de Libertação do Congo[4]
- Itália[3]
- Moçambique[2]
- Nigéria[3]